# Аберли, Иоганн Людвиг
Иоганн Людвиг Аберли (нем. Johann Ludwig Aberli, 14 ноября 1723, Винтертур — 17 октября 1786, Берн) — швейцарский рисовальщик и живописец, известен своими швейцарскими ландшафтами, гравированными на меди.
Раскрашенные отпечатки с этих гравюр получили широкое распространение среди туристов. Созданная таким образом Аберли новая отрасль художественной промышленности стала терять своё значение лишь с возникновением фотографии. В 1758 году Аберли совершил учебную поездку в Бернский Оберланд. Впечатлённый этим путешествием, он начал больше интересоваться пейзажной живописью. В следующем году Аберли отправился в Париж на несколько недель. Помимо работы своих коллег, Аберли также интересовался сочинениями Соломона Гесснера , Альбрехта фон Халлерса и Жана-Жака Руссо . Вернувшись из Парижа, Аберли жил и работал в Берне. Одними из его учениками были Самуил Иероним Гримм  и Джон Уэббер.